# Paponan
Paponan is een bestuurslaag in het regentschap Temanggung van de provincie Midden-Java, Indonesië. Paponan telt 1424 inwoners (volkstelling 2010).